# Agnes av Hessen
Agnes av Hessen, född 1527, död 1555, var kurfurstinna av Sachsen, gift 1541 med  kurfurst Moritz av Sachsen. 

## Biografi
Agnes var dotter till lantgreve Filip av Hessen och Kristina av Sachsen .
Agnes och Moritz gifte sig av kärlek i stället för att ingå ett arrangerat äktenskap, något som var mycket ovanligt under denna tid, och bevarad brevväxling och dokument vittnar om ett nära och förtroendefullt förhållande mellan dem. Agnes var alltid väl uppdaterad och underrättad av Moritz om statsangelägenheter. Hon avled mycket hastigt och det har spekulerats om hon blev förgiftad.
De hade en dotter, Anna av Sachsen (1544–1577).